# Alberto Villalta
Alberto Villalta (San Salvador, 16 gennaio 1940 – San Salvador, 4 marzo 2017) è stato un calciatore salvadoregno, di ruolo centrocampista.

## Carriera
Prese parte con la Nazionale salvadoregna ai Giochi Olimpici del 1968 ai Mondiali del 1970.

## Palmarès

### Club

#### Competizioni nazionali
- Campionato salvadoregno: 2

Alianza: 1965-1966, 1967

#### Competizioni internazionali
- CONCACAF Champions League: 1

Alianza: 1967